# 米爾海姆巴赫河
50°25′47.29″N 6°40′10.16″E / 50.4298028°N 6.6694889°E
米爾海姆巴赫河（德語：Mülheimer Bach），是德國的河流，位於該國西部，處於北萊茵-威斯特法倫州，屬於阿爾河的左支流，河道全長4.5公里，流域面積5.9平方公里。